# Aeroportul Vadodara
Aeroportul Vadodara (IATA: BDQ, ICAO: VABO) este un aeroport din Vadodara, Vadodara district⁠(d), Gujarat, India ce deservește zona Vadodara. Aeroportul a fost tranzitat în decembrie 2022 de 87.269 de pasageri. A fost numit după zona deservită.
Situat la o altitudine de 39 m, aeroportul dispune de o singură pistă.